# Keiretsu
Een keiretsu (Japans: 系列) (letterlijk een systeem of reeks) is een reeks bedrijven met in elkaar grijpende bedrijfsverhoudingen en wederkerig aandelenbezit. Het is een type van een commerciële groep, meer precies een conglomeraat.

## Keiretsu in Japan
Het schoolvoorbeeld van een keiretsu ontstond in Japan tijdens het "economische mirakel" na de Tweede Wereldoorlog. 
Vóór de overgave van Japan werd de Japanse industrie gecontroleerd door grote conglomeraten, die zaibatsu's werden genoemd. De vier grote zaibatsu's (Big four) van voor de Tweede Wereldoorlog waren Mitsubishi, Sumitomo, Yasuda en Mitsui.
De geallieerden ontmantelden de zaibatsu's eind jaren 40, maar de uit de ontmantelde zaibatsu's gevormde bedrijven gingen weer onderlinge banden aan door wederkerige aandelenbelangen en vormden horizontaal geïntegreerde allianties over diverse bedrijfstakken en -industrieën. De verbonden bedrijven binnen een keiretsu zouden, waar mogelijk, ook aan elkaar leveren, wat de allianties tot op zekere hoogte ook verticaal geïntegreerd maakt.
De belangrijkste keiretsu's waren geconcentreerd rondom één bank die geld leende aan de deelnemende bedrijven binnen een keiretsu en aandelenbelangen in de bedrijven verwierf. Elke centrale bank had grote controle over de bedrijven in een keiretsu en handelde als controle-entiteit en als bail-out-entiteit in een noodsituatie. Een van de effecten van deze structuur moest de mogelijkheid van vijandige overnames in Japan verkleinen, omdat geen enkele entiteit de macht van de banken kon betwisten.
Er kunnen twee soorten keiretsu's worden onderscheiden, namelijk verticaal en horizontaal geïntegreerde keiretsu's. Een verticaal geïntegreerde keiretsu illustreert de organisatie en de onderlinge verhoudingen binnen een bedrijf, terwijl een horizontaal georganiseerde keiretsu de verbanden tussen verschillende entiteiten toont en normaal gesproken rondom een bank en handelsonderneming is gecentreerd. De scheidslijnen tussen beide types zijn de laatste jaren vervaagd.

## Keiretsu buiten Japan
De Virgin Group (UK), Tata Group (India) en Cisco Systems (USA) zijn niet-Japans, maar werken wel volgens het Keiretsu-principe.
Over het algemeen hanteren deze groepen meer een zogenaamd 'top-down management', 'centralized control' of (in het geval van luchtvaartmaatschappijen) 'looser equity ownership connections' in plaats van "echte" keiretsu. Financiële instellingen en banken zijn ook regelmatig gecentraliseerd binnen een keiretsu-systeem, bijvoorbeeld de Deutsche Bank, JP Morgan en Mellon Financial. Tevens wordt de Colombian Grupo Empresarial Antioqueño veelal beschreven als zodanig.

## Hedendaagse keiretsu's
Er zijn zes belangrijke naoorlogse keiretsu's in Japan:
| Naam                | Bank | Dochterondernemingen |
| ------------------- | --- | --- |
| Mitsubishi Group    | Mitsubishi Bank (tot 1996) Bank of Tokyo-Mitsubishi (1996 - 2005) Bank of Tokyo-Mitsubishi UFJ (2006 - ) | Mitsubishi Corporation, Kirin Brewery, Mitsubishi Electric, Mitsubishi Fuso, Mitsubishi Motors, Nippon Yusen, Shin-Nippon Petroleum, Tokyo Marine and Fire Insurance, Nikon |
| Mitsui              | Mitsui Bank (tot 1990) Sakura Bank (1990 - 2001) Sumitomo Mitsui Bank (2001 - )                          | Fujifilm, Mitsui Real Estate, Mitsukoshi, Suntory, Toshiba, Toyota |
| Sumitomo            | Sumitomo Bank (tot 2001) Sumitomo Mitsui Bank (2001 - )                                                  | Mazda, Sumitomo Chemical, Asahi Breweries, Hanshin Railway, Keihan Railway, Nankai Railway, NEC, Sumitomo Real Estate                                                       |
| Fuyo                | Fuji Bank (tot 2000) Mizuho Bank (2000 - )                                                               | Canon, Hitachi, Marubeni, Matsuya, Nissan, Ricoh, Tobu Railway, Yamaha |
| Dai-Ichi Kangyo     | Dai-Ichi Kangyo Bank (tot 2000) Mizuho Bank (2000 - )                                                    | Fujitsu, Hitachi, Isuzu, Itochu, Tokyo Electric Power |
| Sanwa ("Midorikai") | Sanwa Bank (tot 2002) UFJ Bank (2002 - 2006) Bank of Tokyo-Mitsubishi UFJ (2006 - )                      | Hankyu Railway, Keisei Railway, Kobe Steel, Konica Minolta, Kyocera, Orix, Shin-Maywa, Takashimaya, Toho                                                                    |

## Naslagwerk
- (en)  Journal of Economics & Management Strategy The Fable of the Keiretsu, auteurs: Yoshiro Miwa en J. Mark Ramseyer, Volume 11, Number 2, Summer 2002, pp.169–224